# 24280 Rohenderson
24280 Rohenderson este un asteroid din centura principală de asteroizi.

## Descriere
24280 Rohenderson este un asteroid din centura principală de asteroizi. A fost descoperit pe 10 decembrie 1999 la Socorro, New Mexico, în cadrul proiectului LINEAR. Asteroidul prezintă o orbită caracterizată de o semiaxă mare de 2,34 ua, o excentricitate de 0,16 și o înclinație de 5,1° în raport cu ecliptica.